# Tübinger Jazz- und Klassiktage
Die Tübinger Jazz- und Klassiktage sind ein jährlich wiederkehrendes, einwöchiges Musikfest in der baden-württembergischen Universitätsstadt Tübingen.
Erstmals fanden die Tübinger Jazz- und Klassiktage 1999 statt. Das Programm legt einen Schwerpunkt auf Jazz und auf klassische Musik. Im Gegensatz zu anderen Musikfestivals ist hier nicht ein zentraler Veranstalter vorhanden, sondern es handelt sich um einen Zusammenschluss vieler unterschiedlicher Veranstalter vor Ort. Zur Koordination wurde ein Verein, der „Tübinger Jazz & Klassik Tage e.V.“ gegründet.
Im Rahmen des Festivals finden über die ganz Stadt verteilt bis zu 80 Einzelveranstaltungen statt, größtenteils handelt es sich dabei um Konzerte; aber auch Straßenmusik und passende Kinofilme werden geboten. Neben regionalen und Nachwuchs-Musikern treten auch international anerkannte Musiker auf. Rund 10.000 Gäste haben jährlich die Tübinger Jazz- und Klassiktage besucht.